# Ulva linza
Espèce
Ulva linza est une espèce d'algues vertes de la famille des Ulvaceae (précédemment Enteromorpha linza). 
Selon certains (notamment le NCBI ou le WRMS), le genre Enteromorpha est non valide et a été intégré au genre Ulva.

## Étymologie
Le botaniste suisse Jean Bauhin fait correspondre le mot "linze" au latin fascia (= bande, ruban). Il se réfère à son frère Gaspard Bauhin et a Ferrante Imperato, apothicaire napolitain. Le mot masculin "linze" appartient au napolitain dans lequel il a le sens de "bandelette" (fascetta per Medicare).